# Shaun Came
Shaun Raymond Came (sinh ngày 15 tháng 6 năm 1983) là một cựu cầu thủ bóng đá người Anh thi đấu ở vị trí hậu vệ tại Football League cho Macclesfield Town. Ông cũng thi đấu bóng đá non-league cho các câu lạc bộ gồm Northwich Victoria và Winsford United. Anh là con trai của cựu cầu thủ bóng đá Mark Came.